# 我アルカディアにもあり (チャッツワース)
『我アルカディアにもあり』（われアルカディアにもあり、仏: Et in Arcadia ego、英: Et in Arcadia ego）、または『アルカディアの牧人』（アルカディアのぼくにん、仏: Les Bergers d'Arcadie、英: The Arcadian Shepherds）は、17世紀のフランスの巨匠ニコラ・プッサンが1627年にキャンバス上に油彩で制作した絵画である。主題は、16世紀のナポリの詩人ヤコポ・サンナザーロの田園詩『アルカディア』 (1502年刊) から採られており、羊飼いたちが理想郷アルカディアで墓を発見したところを描いている。作品は、1677年のカミッロ・マッシモコレクションの蔵品目録で『パクトロス河で身体を洗うミダース王』 (1629-1630年ごろ、メトロポリタン美術館、ニューヨーク) 』の対作品として記載されている。現在は、ダービーシャー (イングランド) のチャッツワース・ハウスにあるデヴォンシャー (Devonshire ) コレクションに所蔵されている。なお、プッサンは後の1637-1638年にも『我アルカディアにもあり』 (ルーヴル美術館、パリ) を描いた。

## 作品
「アルカディアの墓」という概念は古代ローマ時代の詩人ウェルギリウスにさかのぼる。ルネサンス期には、サンナザーロが『アルカディア』の中で、アルカディアにある羊飼いの墓には、ほかの羊飼いたちが犠牲を捧げに集まると記している。
本作右側の石棺の上には「ET IN ARCADIA EGO」と記されているが、この碑文の句は17世紀以前に作り出されたものとは考えられない。当時、この句の正確な解釈も怪しかった。この言葉を墓の中の死んだ羊飼いが発しているように解釈すると、「今は死んでしまっている自分も、かつてはアルカディアに生きていたのだ」という意味になる。一方、この言葉をいっているのは「死」自身であると解釈すれば、「私、つまり死は、かのアルカディアにさえも存在していたのだ」ということを示す。プッサンの本作に見られる形象化は、どちらの解釈にもあてはまる。
この主題を採りあげた最初の絵画は、イタリア・バロック期の巨匠グエルチーノの『我アルカディアにもあり』 (1618-1622年、バルベリーニ宮国立絵画館、ローマ) であり、プッサンの本作の基本的な範例となった
。どちらの作品においても、羊飼いたちは、偶然に髑髏の置かれた墓を発見したように見える。彼らは、大きな木の陰に半ば隠された碑文を見て驚いている。本作では、2人の半裸の羊飼いも、白い衣を身に着けた女の羊飼い (古代の花の女神フローラを想起させ、ニンフかもしれない) も、碑文に対して恐れよりも物珍しさを示しているようである。墓は、アルペイオス河 (やがてオリンピアのそばを通って海にそそぐ、ペロポネソス半島の大河) の近くにあったため、画面前景右側に河の神が表されているが、彼だけが物思わしい気分を示している。ちなみにこの河神は、本作の対作品である『パクトロス河で身体を洗うミダース王』 (メトロポリタン美術館、ニューヨーク) に描かれている河神に類似している。
この作品の様式はプッサンの初期の特徴を示しており、光と色彩において16世紀のヴェネツィア派の巨匠ティツィアーノの様式にきわめて類似している。木の葉には濁った緑色を用い、光として透明度の低い黄色を置いているが、この手法はその後ろにある夕映えの、さらに暗い雲と光との関係においても同様である。明るい光が当たる部分は、髑髏、河神の頭部、右肩、壺から流れる水に目立つ一方、裸体にはそれらよりも鈍い光が認められ、赤色などが弱く反射している。

## ギャラリー

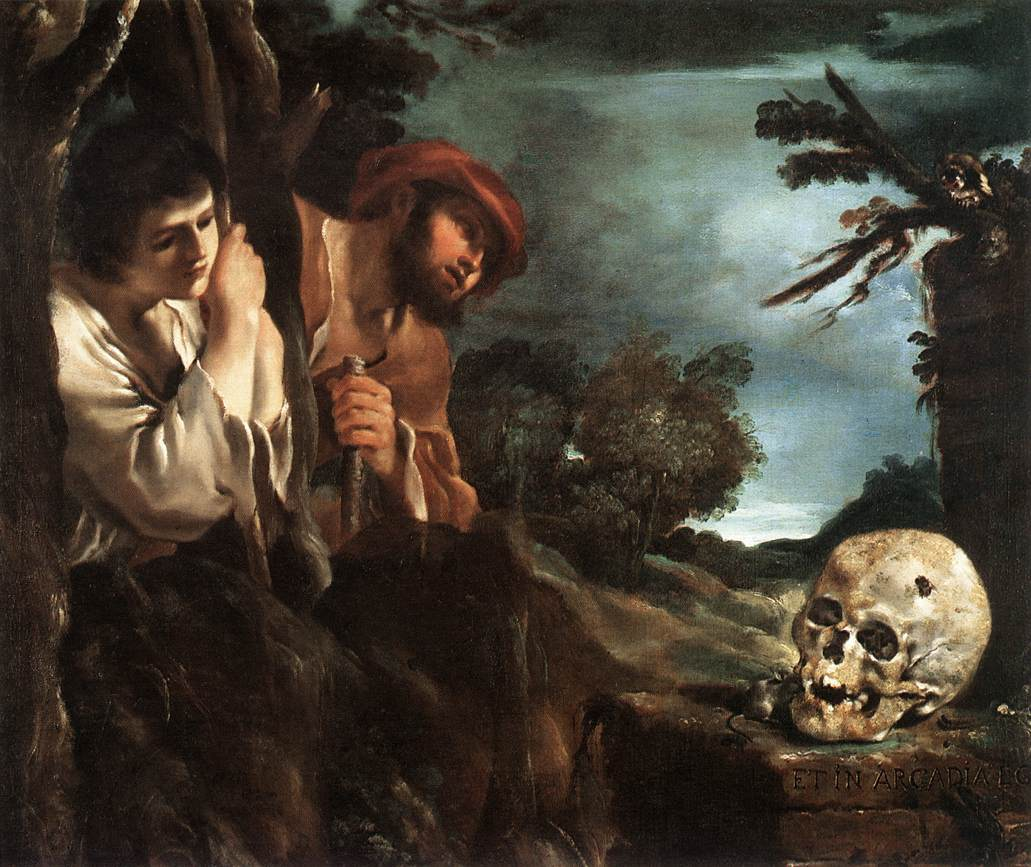
グエルチーノ『我アルカディアにもあり』 (1618-1622年)、バルベリーニ宮国立絵画館、ローマ
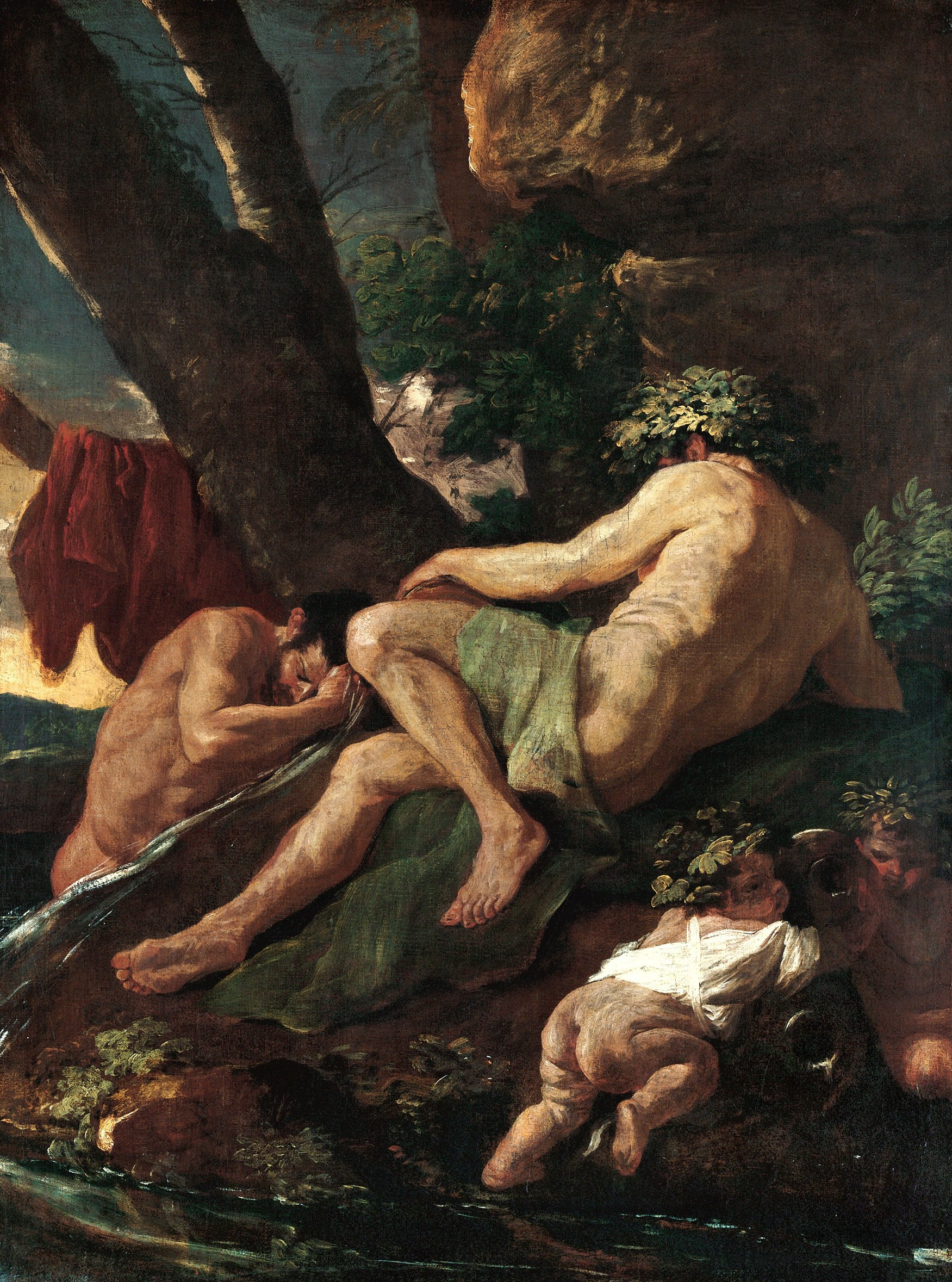
プッサン『パクトロス河で身体を洗うミダース王』 (1629-1630年ごろ)、メトロポリタン美術館、ニューヨーク
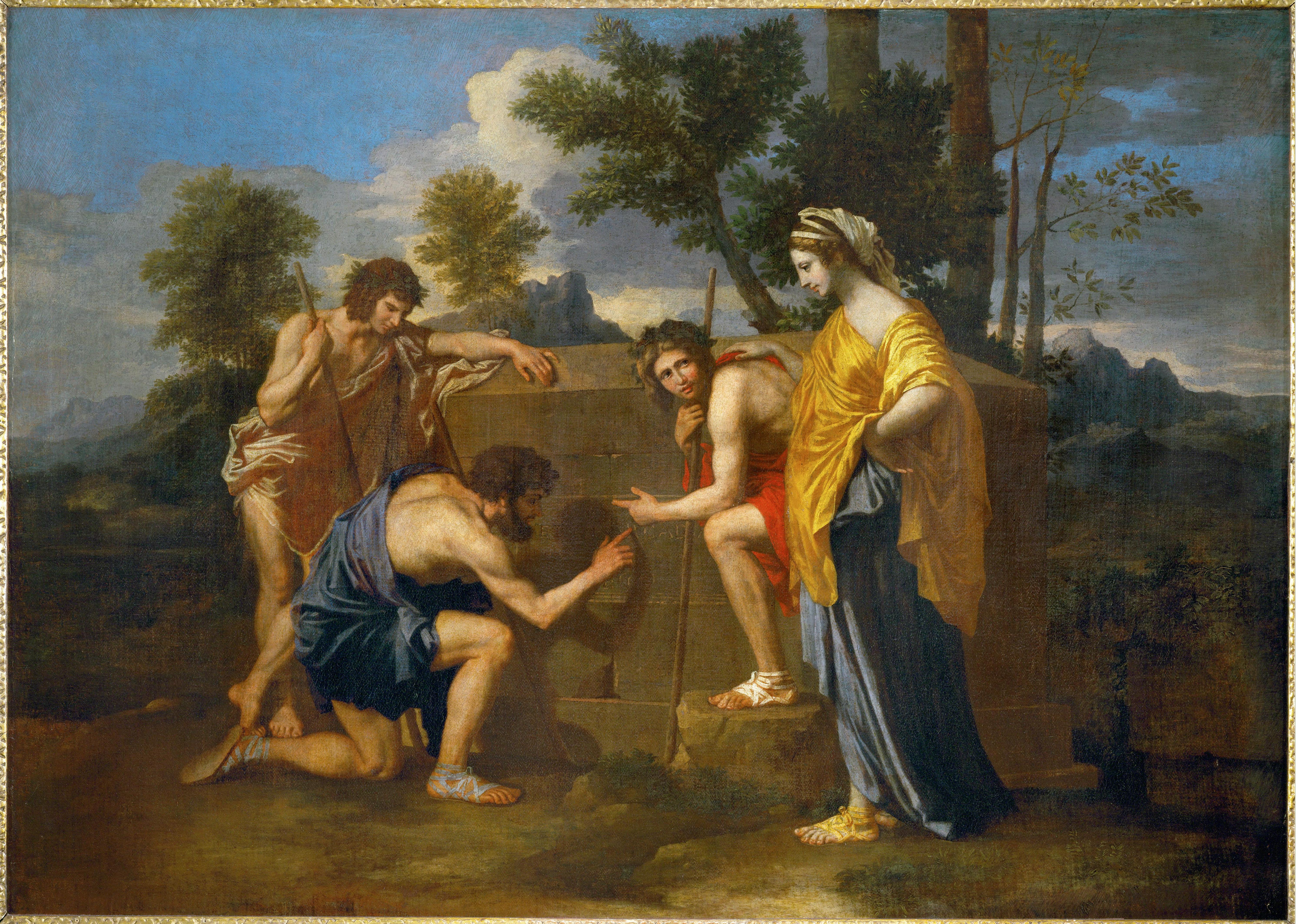
プッサン『我アルカディアにもあり』 (1637-1638年ごろ)、ルーヴル美術館、パリ